# Hui Xirui
Hui Xirui (chinesisch 惠夕蕊, Pinyin Huì Xīruǐ, * 4. Januar 1994) ist eine chinesische Badmintonspielerin.

## Karriere
Hui Xirui startete in der chinesischen Badminton-Superliga 2011 und 2012 sowie bei den chinesischen Nationalspielen 2013, wo sie mit dem Damenteam aus Jiangsu Silber gewann. Bei den Australia Open 2013 stand sie im Viertelfinale, bei den New Zealand Open 2013, dem Korea Open Grand Prix 2013, der China Open Super Series 2013, den Macau Open 2013 und dem China Masters 2013 im Achtelfinale. Ins Halbfinale konnte sie bei den Dutch Open 2013 vordringen, ins Finale bei den Chinese International 2014.